# Incel
Incel (Abkürzung aus involuntary celibate, englisch für ‚unfreiwillig sexuell enthaltsam‘ bzw. wörtlich: ,zölibatär‘) ist die Selbstbezeichnung einer in den USA entstandenen Internet-Subkultur heterosexueller Männer, die nach Eigenaussage unfreiwillig keinen Geschlechtsverkehr bzw. keine romantische Beziehung haben und der Ideologie einer hegemonialen Männlichkeit anhängen. Von Incels ausgedrückte Überzeugungen und Gefühle sind geprägt von Misogynie (Frauenfeindlichkeit), dem Anspruch, ein Recht auf Sex zu haben, Selbstmitleid und in Teilen der Billigung und Anwendung von Gewalt gegen Frauen und gegen sexuell aktive Männer.

## Geschichte

### Ursprung
Der Terminus „Incel“ war ursprünglich rein deskriptiv und geht zurück auf eine kanadische Studentin, die 1997 mit der Online-Selbsthilfegruppe „Alana’s Involuntary Celibacy Project“ schüchternen Menschen aller sexuellen Orientierungen ein Forum geben wollte. Nachdem sie es im Jahr 2000 verlassen hatte, entwickelte es sich zu einem Hassforum heterosexueller Männer, die den Terminus als Selbstbezeichnung übernahmen. Nur noch selten wird in der Gegenwart das Kofferwort Incel als Synonym für „unfreiwillig ohne eine intime Beziehung und ohne sexuelle Betätigung Lebende(r)“ benutzt.
Der ideologische Ursprung der heutigen, frauenfeindlich ausgerichteten Incel-Subkultur wird in Boards wie 4chan gesehen, dort insbesondere im Subboard „ROBOT 9001“ (/r9k/) und „politically incorrect“ (/pol/).
Der Geschlechterforscherin Franziska Schutzbach (2019) zufolge arbeitet die Szene in den USA zunehmend mit rechtsnationalen Bewegungen zusammen, die sich dort vor allem in der Alt-Right-Bewegung formieren. Laut dem Southern Poverty Law Center ist Frauenfeindlichkeit mehr und mehr zur „Einstiegsdroge für Extremisten“ geworden. Auch Elliot Rodger, den Amokläufer von Isla Vista, rechnet das Institut aufgrund seiner Misogynie und Abneigung gegen interrassische Paare der Alt-Right zu. Der in den USA bekannte Alt-Right-Vlogger Nick Fuentes bezeichnet sich selbst als „incel“, was jedoch von Teilen der Szene abgelehnt wird.

### (Geplante) Anschläge
In den Fokus der Medien geriet die Incel-Szene erst nach der Amokfahrt in Toronto 2018, bei der 10 Menschen ums Leben kamen. Der Attentäter war ein bekennendes Mitglied der Incel-Subkultur. Er hatte zuvor auf Facebook von der „Incel Rebellion“ geschrieben und auf den Täter des Amoklaufs von Isla Vista verwiesen, der von Teilen der Incel-Community als Held gefeiert wird. Im November 2018 drang ein 40-jähriger Mann in ein Yoga-Studio in Florida ein und erschoss zwei Frauen, bevor er sich selbst tötete. In Youtube-Videos hatte er sich als „Incel“ bezeichnet, sich dazu bekannt, Sympathisant des Täters von Isla Vista zu sein und sowohl Hass auf Frauen als auch rechtsextreme Ansichten geäußert. Auch Stephan B., der am 9. Oktober 2019 ein Attentat auf eine Synagoge und einen Döner-Imbiss in Halle (Saale) beging, hat laut NDR Bezüge zur „Incel“-Ideologie. Während seiner Tat hörte er ein Lied, das der „Incel“-Szene gewidmet ist und sich auf die Amokfahrt von Toronto bezieht. Forscher zählten im April 2020 fast 50 Opfer von durch Incels begangenen Tötungsdelikten und insgesamt 90 Gewaltdelikte, die in Zusammenhang mit Incel-Ideologie stehen. Im Juli 2021 wurde in Ohio eine 21-jährige verdächtige Person festgenommen, die laut monatelanger Ermittlungen regelmäßig auf einschlägigen Seiten der Incel-Community postete und einen „Incel“-Terroranschlag geplant hatte. Die Person strebte dabei an, bis zu 3.000 Menschen zu töten und besaß illegal ein Maschinengewehr.
Eine Analyse, die die Attentäter aus dem Incel-Umfeld untersuchte, fand bei ihnen ein Gefühl der Hilfs- und Hoffnungslosigkeit, welches dabei mit Schwierigkeiten am Arbeitsmarkt, aber auch mit fehlenden sozialen Beziehungen und zum Teil familiären Problemen verbunden war; sie projizierten dieses Gefühl jedoch primär auf ihre Ablehnung durch Frauen. Kontrovers wird die Frage diskutiert, ob die von „Incel“-Anhängern begangenen Gewalttaten als Terrorismus eingestuft werden sollen. Während dies in Kanada der Fall ist, gibt es in den USA Vorbehalte gegen eine solche Einstufung. Kritik gegen eine solche Einstufung verweist darauf, dass die Gewalttaten und Befürwortung von Gewalt von einer kleinen Minderheit ausgehe, während in der Incel-Community vor allem psychische Probleme vorherrschend seien, für deren Adressierung eine Einstufung als Terrorismus nicht hilfreich sei. Es besteht allerdings weitestgehende Einigkeit darüber, dass Incel-Communities zur Radikalisierung ihrer Mitglieder beitragen.

## Anhänger und Verbreitung
Ausgehend von den USA und Kanada hat sich das Phänomen mittlerweile über den gesamten englischsprachigen Raum verbreitet. In Online-Communitys haben sich tausende Incels zusammengeschlossen, wie in „The Red Pill“, einem Kanal der Forengemeinschaft Reddit, dem Subforum „PhilosophyOfRape“, wo „korrektive Vergewaltigung von Feministinnen“ diskutiert wurde, oder auf 4chan und weiteren. Wird ein Forum geschlossen, finden sich die „Incels“ in einem anderen zusammen. Laut einer Recherche des Senders CBC News vom März 2021 sind in den drei größten Incel-Foren 60.000 Nutzer aktiv.

### Demographie und Statistisches
Eine Studie von 2019 geht von einer „rassischen“ Diversität innerhalb der Szene aus. Laut einer Umfrage eines der größten Szene-Foren ist fast jedes zweite Mitglied nicht weiß, obwohl 85 Prozent angaben, in den USA oder Europa zu leben. In der Szene existiert für Angehörige, die der Meinung sind, dass ihr „Incel“-Status auf ihre ethnische Herkunft bzw. ihre Herkunft als People of Color zurückzuführen sei, die Bezeichnung „ethnicel“. In diesem Zusammenhang kursieren, auch vonseiten der Betreffenden, spezielle Ethnophaulismen wie „Currycels“ (Inder bzw. Südasiaten) oder „Ricecels“ (Ost- und Südostasiaten) sowie die „JBW“ („just be white“) genannte Ansicht, dass es für weiße Männer leichter sei, bei Frauen Erfolg zu haben.
Der Altersschnitt in der Szene liegt zwischen 15 und 25, die Gruppe der 18- bis 21-Jährigen macht nach Recherchen von Veronika Kracher mit 31,3 Prozent den größten Anteil aus.
Laut einer Studie der Psychologen William Costello, Vania Rolon, Andrew G. Thomas und David Schmitt identifizieren sich 44,7 Prozent der befragten Szeneangehörigen als politisch links, gefolgt von 38,85 und 17,47 Prozent, die sich selbst jeweils als rechts und mittig verorten. Die Autoren der Studie kritisieren daher und im Hinblick auf die ethnische Diversität innerhalb der Szene die oft anzutreffende Behauptung einer politischen Nähe dieser zur Ideologie der White Supremacy.

### Verbreitungswege
Soziale Medien und insbesondere YouTube spielen eine große Rolle bei der Verbreitung der Subkultur. Die automatisierten, algorithmengestützten Empfehlungen des Webvideoportals stehen hierbei in der Kritik, die Nutzer systematisch zu extremistischen Inhalten zu führen. Eine im Oktober 2021 veröffentlichte Studie fand heraus, dass YouTube-Nutzern mit 6,3 % Wahrscheinlichkeit innerhalb von fünf „Sprüngen“ ein Video mit Incel-Bezug vorgeschlagen werde, wenn man von einem Video ohne Incel-Bezug ausgeht. Hierbei gelten insbesondere die Videos von bzw. mit Jordan Peterson als „Gateway“ zu den Inhalten der Manosphere.

## Ideologie und Diskurse

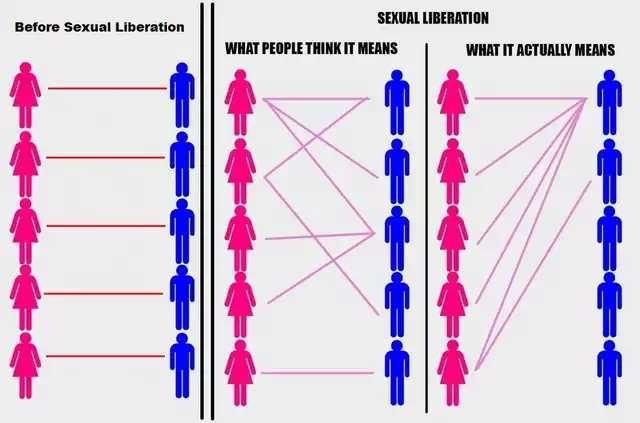
Ein bekanntes Meme der Incel-Szene, wonach die sexuelle Revolution zu einem Ungleichgewicht bei der Partnersuche geführt habe (Englisch)

„Incels“ betrachten sich oft als Männer dritter Klasse, die sich von Frauen sexuell und romantisch zurückgewiesen fühlen und jene hassen, die Sex haben. Sie glauben, dass sowohl Dating als auch die komplette soziale Hierarchie durch das äußere Erscheinungsbild determiniert wird (Lookismus). Man könne die Attraktivität angeblich an einer Skala, der sogenannten „sexual marketplace value“, kurz „SMV“, zu Deutsch „sexueller Marktwert“, messen. An der Spitze stünden dabei die Männer, die von Frauen als besonders körperlich attraktiv empfunden würden, die sogenannten „Chads“ oder „Alphas“. Diese würden rund 20 Prozent der Männer ausmachen. Durchschnittlich attraktive und sexuell aktive Männer werden als „Normies“ bezeichnet. Incels würden – bedingt durch ihr physisches Erscheinungsbild – ganz unten in der Hierarchie stehen. Frauen werden wiederum in „Stacies“ (hyperfeminin, attraktiv) und nach Meinung der „Incels“ weniger attraktive „Beckies“ unterteilt. Unter Incels wird zudem unterstellt, besonders junge (und minderjährige) Frauen seien attraktiv und diese Attraktivität sei evolutionsbiologisch begründet. Nach Ansicht der „Incels“ streben Frauen – ungeachtet ihrer eigenen Attraktivität – nur nach Partnerschaften mit den o. g. „Chads“ (was in der Ideologie als „Hypergamie“ bezeichnet wird). Dating-Apps würden diese Tendenz verstärken. Sie selbst hätten daher keine Chance, eine Partnerschaft mit einer Frau zu begründen. Diese nihilistische Einstellung bezeichnen sie selbst als „Blackpill“. Dabei gehen sie davon aus, dass die Partnerwahl vor der sexuellen Revolution nach dem Prinzip des sogenannten „Looks-Matching“ funktioniert habe, wonach Menschen Partner mit einer ähnlichen „Attraktivitätsstufe“ gehabt hätten. Dieses Prinzip sei aber durch Feminismus bzw. der sexuellen Revolution aufgehoben worden, was nun zu einem Ungleichgewicht geführt habe.
Die Ideologie zeichnet sich durch einen starken Frauenhass aus. Frauen werden oft dehumanisierend als „Femoids“ oder „Female Humanoids“ bezeichnet (deutsch: „weibliche menschenähnliche Geschöpfe“). Frauen seien von Natur aus böse, oberflächlich, fortpflanzungsorientiert und narzisstisch. In einer 2022 vom Center for Countering Digital Hate durchgeführten Analyse des zu diesem Zeitpunkt größten Incel-Forums im Netz fanden die Forscher eine sehr große Anzahl von Posts, die Vergewaltigungen, auch Minderjähriger, guthießen. Ferner spielt Rassismus in der Incel-Ideologie eine Rolle, etwa in der Betonung der biologischen Minderwertigkeit nichtweißer Menschen oder in der vom Amokläufer von Isla Vista propagierten Vorstellung, er hätte als Weißer Anspruch auf Sex. Allerdings werfen Teile der Szene Frauen Rassismus vor, da diese nichtweiße Männer sexuell ablehnen würden.
Für diese Überzeugungen insbesondere hinsichtlich der behaupteten „Hypergamie“ und Online-Dating zitieren Incels wissenschaftliche Erkenntnisse höchst selektiv und vernachlässigen Fakten, die nicht zu ihren Vorstellungen passen. Eine Datenauswertung durch Forscher an der Carnegie Mellon University lässt es zweifelhaft erscheinen, ob die behauptete Geschlechterdifferenz bei der Verteilung der Sexualkontakte (siehe Abbildung) – selbst nach Aufkommen von Dating-Apps – überhaupt existiert, was der Vorstellung von „Hypergamie“ widerspreche. Ferner berufen sich die Anhänger der Communities auf vermeintliche Erkenntnisse der evolutionären Psychologie. Leif Edward Ottesen Kennair, Professor für diese Fachrichtung, weist die Vorstellungen der Incels jedoch als „naiven biologischen Determinismus“ zurück, der auf einer „banalen Version der evolutionären Psychologie, die sonst nur von den Gegnern dieses Ansatzes vertreten wird“ basiere.
Das geteilte Leid und geteilte Erfahrungen des Unglücklichseins spielen in den Communities eine zusammenhaltsstiftende Rolle, während das Gefühl gesellschaftlichen Ausgeschlossenseins auch zur Legitimation von Gewalt herangezogen wird. Die Ideologie der Incels beinhaltet auch Pläne zu einem Aufstand gegen das System („Beta Male Uprising“), in dessen Zuge bei Attentaten möglichst viele Frauen und sexuell aktive Menschen umgebracht werden sollen, wobei Gewalt nicht von allen Mitgliedern befürwortet, aber häufig zumindest toleriert wird. Andere Forschungsarbeiten betonen, dass manche der Gewaltpostings ein Mittel sein könnten, den eigenen Status in der Echokammer zu erhöhen, und nicht mit der Absicht erstellt worden seien, tatsächlich Gewalt zu propagieren.
Neben dem behaupteten Mangel an sexueller Aktivität spielen die Themen Einsamkeit und Mangel an Freundschaften in den Diskursen eine Rolle. Auch diesen Umstand führen die Mitglieder teils auf ihr äußeres Erscheinungsbild zurück. Manche Incels weisen dabei die Darstellung, sie würden „nur nach Sex streben“, teilweise zurück und geben an, vor allem nach Zuneigung und einer emotionalen Bindung zu streben.
Als möglicher Ursprungspunkt der „Black Pill“-Ideologie könnte der Versuch von „Incels“ gesehen werden, ihre Situation zu erfassen und zu verstehen. Die „Black Pill“ mit ihren diversen Attraktivitätsskalen bietet einen leicht zu verstehenden Ansatz für Einsamkeit und Ablehnung an, welcher vor allem von autistischen Personen, welche laut Selbstauskunft sehr stark in der „Incel Community“ überrepräsentiert sind, besser verstanden werden kann, als die tatsächlichen sozialen Interaktionen in neurotypischen Räumen.

## Zurechnung, Ähnlichkeit und Abgrenzung
Die Szene wird der Manosphere zugerechnet, in der auch die Männerrechtsbewegung agiert. Von der Incel-Subkultur abzugrenzen sind Absolute Beginners und Love-shyness.

### „Femcel“
Auch gibt es eine Subkultur namens „Femcel“, ein Kofferwort aus female (dt. „weiblich“) und Incel, in der Frauen ebenfalls davon ausgehen, dass sie – primär wegen ihres Aussehens – unfreiwillig keinen Geschlechtsverkehr haben. Sie werden aber von männlichen „Incels“ abgelehnt und angefeindet, die der Ansicht sind, Frauen könnten stets Geschlechtsverkehr erhalten. Die Subkultur wird medial und wissenschaftlich auch weniger beachtet, unter anderem, da aufgrund der unterschiedlichen Geschlechtersozialisation keine Gewalttaten von „Femcel“ ausgehen und der Gruppierung weniger Mitglieder zugerechnet werden. Die geringere mediale Aufmerksamkeit sowie die auch bis in den Mainstream hineinreichende Annahme, weibliche „Incels“ würden nicht existieren, werden von der „Femcel“-Subkultur als zusätzliche Hürde dabei erfahren, Empathie für ihre Situation zu erhalten. In der Femcel-Subkultur werden Suizide und psychische Krankheiten ebenfalls thematisiert sowie Schönheitsnormen oder Benachteiligung von Frauen angeprangert. Der Frauenhass anderer Incels wird kritisch gesehen. Laut der Konfliktforscherin Brigitte Temel gibt es auf diesem Feld Forschungsbedarf. Frauen werde oft abgesprochen, gefährlich zu sein, doch es sei nicht auszuschließen, dass auch hier Gewaltpotenzial liege. Zudem müsse der Suizidgefahr begegnet werden.
Die ursprüngliche als „Incel“ gegründete Online-Selbsthilfegruppe Ende der 1990er Jahre war noch an beide Geschlechter gerichtet.

## Gesellschaftliche Umstände

### Männlichkeitsideale
Die Publizistin Veronika Kracher sieht die Incel-Ideologie als ein „Produkt patriarchaler und kapitalistischer Verhältnisse […], die toxische Geschlechtsvorstellungen perpetuieren“ sowie „einer Gesellschaft, die sexuelle Unsicherheit oder Unwissen bei Männern mit Hohn abstraft und die permanent suggeriert, dass man unbedingt Sex haben muss und ein Versager ist, wenn man dem nicht nachkommt“. Diese toxischen Vorstellungen seien auch in der Popkultur, wie in den Serien Friends oder The Big Bang Theory, sehr präsent. Casey Ryan Kelly und Chase Aunspach kritisieren am Beispiel von Elliot Rodgers die von Incels unkritisch übernommene gesellschaftlich verbreitete und insbesondere in der Männerrechtsbewegung und der Alt-Right ideologisch instrumentalisierte Vorstellung, wonach Identität nicht losgelöst von Sexualität, Intimität nicht ohne Sex, und weiße Männlichkeit nicht ohne einen aggressiven und erfüllten Sexualtrieb denkbar sei. Sie betonen aber, dass der gelebte Schmerz junger Männer, die mit sozialer Isolation konfrontiert sind, anerkannt werden müsse. In der Washington Post sieht Christine Emba die Incels als „logischen Schlusspunkt für eine Kultur, die zunehmend Sex mit Erfolg gleichsetzt, während menschliche Kontakte verloren gehen und durch das Internet ersetzt werden“.
In den Incel-Communities wird behauptet, Männer seien gesellschaftlich benachteiligt, und es wird ein diffuses und gewaltsames Männlichkeitsideal vertreten. Laut dem Geschlechterforscher Rolf Pohl wird das ideologische Rüstzeug vor allem von den maskulinistischen und männerrechtlichen Bewegungen geliefert: „Sie sind die Theorie, der Hass und die Gewaltbereitschaft sind die Praxis.“
Bezüglich des behaupteten „Lookismus“, wonach die Incels ihr äußeres Erscheinungsbild als wesentlichen Faktor für den Misserfolg ansehen, kritisiert der Journalist Max Eberle die „patriarchalen Schönheits- und Leistungsideale“, unter denen die Betroffenen leiden. Es sei ein „tragische[r] Widerspruch“, dass Incels zugleich andere Gruppen, die ebenfalls unter diesen Idealen leiden, anfeinden.

### Sozioökonomische Bedingungen und Paradigmen
Christine Emba verweist auf die sozioökonomisch erschwerten Bedingungen für die Generation der Männer, die der Incel-Subkultur angehören. Viele seien arbeitslos, würden noch bei ihren Eltern oder nahe an der Armutsgrenze leben oder seien, speziell in den USA, durch Schulden aus den hohen Studiengebühren belastet. Dies habe zu einer Zunahme von Angst und Depression in dieser Generation geführt. Die Beweislage zur kausalen Verbindung von ökonomischer Benachteiligung und misogynen Incel-Einstellungen ist allerdings unbefriedigend.
Die Kommunikationswissenschaftler Jack Bratich und Sarah Banet-Weiser erklären die Incel-Subkultur auch mit einem Scheitern der neoliberalen Logik, die in der westlichen Gesellschaft vorherrsche. Im Neoliberalismus werde jeder bloß selbst für seinen eigenen Erfolg verantwortlich gesehen, es gebe aber keine soziale Fürsorge und keine Erklärung für diejenigen, die ihre Ziele nicht durch Selbstoptimierung (wie sie davor etwa durch die Pick-Up-Artists propagiert worden sei) erreichen konnten. Desillusioniert von dieser Logik und bedingt durch die patriarchale Ordnung, hätten die „Gescheiterten“ schließlich in Frauen einen Sündenbock gefunden. Auch Kracher sieht „neoliberale Verhältnisse und Selbstoptimierung“ als Teil des Problems, wobei der Neoliberalismus bedeute, „permanent damit konfrontiert zu sein, die eigenen Bedürfnisse zu unterdrücken und sich selbst so begeistert wie möglich der ideologisch vermittelten Selbstoptimierung zu verschreiben“, um einem „narzisstischen Idealbild (hier: dem Chad)“ zu entsprechen. Die Haltung der Incels könne dabei „als eine Reaktion auf das Scheitern an den Ansprüchen des Neoliberalismus“ aufgefasst werden.
In ihrem Manifest Feminism for the 99 Percent sehen die Autorinnen Cinzia Arruzza, Tithi Bhattacharya und Nancy Fraser die Incel-Bewegung als Teil von „schnell wachsenden rechtspopulistischen Bewegungen, die massenhaft Unterstützung gewinnen, indem sie einige reale Schattenseiten der kapitalistischen Moderne aufzeigen – einschließlich ihres Versagens, Familien und Gemeinschaften vor den Verwüstungen des Marktes zu schützen.“ Rechtspopulisten hätten jedoch die sexuelle Freiheit als Verursacher in den Vordergrund gestellt, um die eigentlich dahinter stehende Ursache, das Kapital, zu schützen.

### Gesellschaftlicher Umgang mit psychischen Erkrankungen
Auf Vox hält Aja Romano viele der misogynen Anfeindungen der Incels für eine Maskierung tiefer zugrunde liegender psychischer Probleme. Neben dem Stereotyp des „unabhängigen“ Mannes, der „nicht um Hilfe fragen sollte“, seien die zahlreichen Budgetkürzungen bei der psychiatrischen Versorgung insbesondere in den USA jedoch ein zentrales Hindernis dafür, Incels therapeutisch zu unterstützen. Der Psychologe Leif Edward Ottesen Kennair sieht eine Vernachlässigung und mangelndes Mitgefühl gegenüber denjenigen Männern, die von der Gesellschaft zurückgelassen würden, und fordert mehr Forschung, etwa über den Zusammenhang zwischen psychischen Krankheiten und Incel-Zugehörigkeit. Viele Mitglieder der Incel-Communitys würden unter psychischen Erkrankungen wie Depression oder Dysmorphophobie leiden oder Anzeichen von Autismus zeigen. Auch auf Selbstauskünften basierte Untersuchungen zeigen, dass die überwiegende Zahl der Mitglieder an Depressionen, Angstzuständen und/oder einer Autismus-Spektrum-Störung leiden könnten, wobei die Mitglieder Autismus häufig (fälschlich) als Synonym für Schüchternheit gebrauchen. Experten betonen, dass Autismus an sich keine Ursache für die Radikalisierung ist, sondern die damit einhergehende soziale Isolation sowie die Mobbing- und Trauma-Erfahrungen, die zu Depressionen und Angstzuständen führen können und dadurch die Radikalisierung begünstigen. 86 % der Befragten eines Incel-Forums (bei einer Stichprobengröße von etwa 300) gaben an, Opfer von Mobbing geworden zu sein. Im Unterschied zu Personen mit vergleichbaren psychischen Erkrankungen außerhalb der Incel-Foren haben die betreffenden Mitglieder seltener psychologische Hilfe in Anspruch genommen oder haben von dieser psychologischen Hilfe weniger profitiert. Eine Verbindung zwischen Einsamkeit, den psychischen Belastungen sowie den daraus resultierenden problematischen Aussagen und Handlungen der Mitglieder beschreibt auch der Psychologe Brandon Sparks. Aufgrund des Mangels an sozialen Beziehungen fehle es den Mitgliedern an positiven Bewältigungsstrategien, wie etwa ein Gespräch mit Freunden, für belastende Situationen. In einem Artikel im Journal Men and Masculinities kritisierten drei Mitglieder Ansätze, die Incel-Gewalt und Anhängerschaft durch schlechte psychische Gesundheit erklärten. Nicht nur sei eine kausale Verbindung fragwürdig, weil bei anderen Gruppen (Frauen, trans Menschen) eine höhere Prävalenz psychischer Krankheiten keine ähnliche Assoziation mit Gewalttaten aufweise. Außerdem liefen entsprechende Erklärungsansätze Gefahr, Selbstviktimierungs-Strategien von Incels unkritisch zu übernehmen und ihnen eine Plattform zu bieten. Eine Analyse von Incels müsse strukturelle Faktoren und Ideologien wie Misogynie berücksichtigen.

### Sonstiges
Der Philosoph Ondřej Beran sieht eine Verbindung zwischen der Ideologie der Incels und biologisch und evolutionspsychologisch inspirierten Erklärungsansätzen für menschliches Verhalten und gesellschaftliche Zustände. Er schlägt stattdessen eine historische Erklärung des Phänomens vor, die gesellschaftlichen Sexismus, männliche und weiße Vorherrschaft in den Blick nimmt, ohne persönliche Verantwortung für von Incels begangene Gewalttaten zu vernachlässigen. Erklärungsansätze, die Incels pathologisieren oder alleine als Phänomen der Ränder der Gesellschaft beschreiben, sieht Ronja Klose als verkürzt an, weil sie dazu einlüden, die gesellschaftliche Anschlussfähigkeit der Incel-Ideologie zu vernachlässigen.

## Gegenmaßnahmen
Laut Max Lasse Schaefer von der University of Edinburgh werden Männer typischerweise von Gefühlen der Einsamkeit und Entfremdung von der breiteren Gesellschaft in Incel-Communities getrieben. Dort fänden sie dafür ein „Gefühl der Zugehörigkeit“ und ein „höheres Ziel“. Vor diesem Hintergrund glaubt Schaefer, dass die Lösung darin bestehe, mithilfe von Ex-Mitgliedern „das, was diese Gruppen bieten, auf alternative Weise anzubieten“. Im Gegensatz dazu warnt Schaefer vor einer „Dämonisierung“ der betroffenen Personen, was eher noch dazu führe, dass sich die Männer „noch unverstandener fühlen“ und die Polarisierung weiter vertieft werde.
Laut Alys Mumford von der schottischen Organisation Engender sollte die Aufgabe darin bestehen, den Fokus weg von der Sichtweise zu lenken, wonach Frauen für die gesellschaftlichen Probleme verantwortlich seien, ohne dabei jedoch den von den Incels erlebten Leidensdruck in Frage zu stellen. Der Fokus müsse auf die systemischen Ursachen gelenkt werden und es müsse etwa aufgezeigt werden, dass der Feminismus teils dieselben Probleme zu adressieren versuche, die auch für Incels eine Rolle spielen würden.
Die Anti-Terror-Organisation Moonshot sieht die Möglichkeit, über Influencer prosoziale Botschaften und konstruktive Inhalte zu vermitteln, die zur Deradikalisierung beitragen könnten. Als positive Beispiele werden die YouTube-Kanäle ContraPoints und Philosophy Tube genannt. Personen mit dem Risiko, sich Incels-Communities anzuschließen, könne man zusätzlich über Targeted Advertising erreichen („Redirect Method“). Auch müsse der Dialog über psychische Krankheit normalisiert werden und Angebote zur persönlichen Betreuung von Hilfesuchenden sollten verstärkt und finanziell besser ausgestattet werden. Den Zugang zu psychiatrischer Versorgung „dramatisch“ zu verbessern, fordern auch die Terrorismusforscher Bruce Hoffman und Kollegen.
Veronika Kracher vertritt die Ansicht, dass gegen Webseiten und Foren, auf denen sich „Incels“ radikalisieren, Deplatforming betrieben werden solle. Das Verhindern weiterer Gewalttaten aus dem Incel-Umfeld sieht sie zudem als „gesamtgesellschaftliche Mission“, bei der „Sexismus, die Abwertung des Nichtmännlichen und patriarchales Anspruchsdenken“ überwunden werden müsse. Als weitere Präventionsmaßnahme nennt sie eine pro-feministische Jugendarbeit. Auch das Center for Countering Digital Hate sieht Anbieter digitaler Infrastruktur wie die Firma Cloudflare in der Verantwortung, den Zugang zu Incel-Seiten einzuschränken und fordert auch gesetzgeberisches Handeln, um die weitere Radikalisierung der Szene zu verhindern.

## Situation im deutschsprachigen Raum
Im deutschsprachigen Raum war eine Szene mit diesem Namen lange nicht bekannt. Doch wird auf Plattformen und in Foren von antifeministischen Männerrechtlern wie WGvdL und der indizierten WikiMANNia Frauenhass und radikaler Antifeminismus verbreitet. Zudem wird ein einschlägiges englischsprachiges Incel-Forum von Berlin aus betrieben und hat gemäß eigenen Angaben viele deutschsprachige Mitglieder. Ein Monitoring spezifischer Hassformen im Netz, die sich gegen Frauen richten, existiert nicht (Stand Dezember 2018).
Laut Erin Saltman, die Facebooks Team für Counterterrorismus in Europa, dem Nahen Osten und Afrika leitet, sind Incels in Deutschland erstaunlich weit verbreitet, weil es „starke ideologische Überschneidungen mit der rechtsextremen Szene“ gebe, die in Deutschland „leider robuster als in anderen Ländern“ sei. Nach der Autorin Eike Sanders, Mitarbeiterin des Antifaschistischen Pressearchivs und Bildungszentrums (apabiz) und Mitglied im Forschungsnetzwerk Frauen und Rechtsextremismus, wird Feminismus in extrem rechten Verschwörungsideologien als Türöffner für Migration und Multikulturalismus angesehen. Feministinnen würden dort als Verräterinnen bezeichnet, die keine Kinder bekämen. Ihr zufolge bietet Rechtsextremismus daher idealen Nährboden für antifeministische und sexistische Ideologien. Laut der antifaschistischen Publizistin Heike Kleffner werden „[r]echter Frauenhass und die Incels […] leider allzu oft verharmlost“. Der Journalistin Isabell Beer zufolge, welche für Y-Kollektiv neun Monate lang innerhalb der Szene recherchiert hat, sind die meisten deutschsprachigen Incels jedoch nicht „weiß und rechts“. Tatsächlich habe die Mehrheit der deutschsprachigen Incels, mit welchen sie während ihrer Recherche zu tun hatte, einen Migrationshintergrund und viele hiervon hätten über Rassismuserfahrungen in Deutschland berichtet.
Recherchen des Y-Kollektivs im Auftrag von ARD und ZDF in verschiedenen Internetforen ergaben 2020, dass einige deutschsprachige Incels online zu Anschlägen aufriefen und diese ankündigten. Außerdem sollen User sich gegenseitig zum Suizid aufgefordert bzw. angestachelt und dazu aufgerufen haben, dabei auch andere Menschen zu töten.

## Weiterführendes

### Dokumentarfilme
- Y-Kollektiv: Suizid, Gewalt, Frauenhass: Wie gefährlich sind Incels in Deutschland?, veröffentlicht auf YouTube, 2020.
- Alex Lee Moyer: TFW No GF, veröffentlicht 2020 (englisch).[86]
- Incels: Vom Frauenhass zum Amoklauf. Dokumentarfilm aus der Reihe „Die Spur“ des ZDF vom 21. Juni 2023.

### Spielfilme
- A Young Man With High Potential (Thriller), Regie: Linus de Paoli, Deutschland 2019.[87]
- Cuck (Thriller), Regie: Rob Lambert, USA 2019.[88]
- Tatort: Borowski und die Angst der weißen Männer, 2021.
- Adolescence, Fernsehserie aus dem Jahre 2025

### Kriminalromane
- Pascal Engman: Rattenkönig. Tropen, Berlin 2021, ISBN 978-3-608-50440-8.
- Christine Brand: Der Feind. Blanvalet, München 2023, ISBN 978-3-7645-0771-8.